# Laurence Fehlmann Rielle
Laurence Fehlmann Rielle, née le 11 septembre 1955 à Chêne-Bougeries (originaire de Genève, double nationale suisso-turque), est une personnalité politique suisse, membre du Parti socialiste. 
Elle est députée du canton de Genève au Conseil national depuis le 30 novembre 2015.

## Biographie
Laurence Fehlmann Rielle naît Laurence Fehlmann le 11 septembre 1955 à Chêne-Bougeries, dans le canton de Genève, d'un père genevois et d'une mère d'origine fribourgeoise née Piller. Originaire de Genève, elle est double nationale suisso-turque par son premier mariage. Elle a deux sœurs aînées.
Après une maturité de type B (latin) en 1974, elle étudie à l'Université de Genève, où elle obtient, après une année en droit, une licence en sciences politiques en 1980 et un diplôme postgrade en administration publique de l'IDHEAP en 1983, puis une maîtrise universitaire d'études avancées en santé publique à l'Institut de médecine sociale et préventive en 2013.
Elle est mariée à l'ancien conseiller national Jean-Charles Rielle depuis 1992.

## Parcours politique
Elle adhère au Parti socialiste en 1992.
Elle est députée au Grand Conseil genevois de 1997 à 2009 et présidente du parti socialiste genevois de 2004 à 2008, après en avoir été vice-présidente. Choisie pour ses qualités de rassembleuse, qualifiée de discrète mais tenace, elle est critiquée à la fin de son mandat pour son absence de ligne claire,.
Elle est conseillère municipale (législatif) de la ville de Genève de juin 2011 à novembre 2015.
Elle est élue au Conseil national en 2015 et réélue à deux reprises (20 octobre 2019 et 22 octobre 2023). Elle est membre de la Commission des affaires juridiques (CAJ), qu'elle préside de décembre 2019 à décembre 2021, et de la Commission des finances (CdF) depuis février 2023.
En 2020 et 2021, elle fait parler d'elle en demandant la suppression des sucreries près des caisses des supermarchés,,.

### Positionnement politique
Elle se situe à la gauche de son parti, après avoir fait partie de son extrême gauche.

## Autres mandats et activités
Elle exerce plusieurs fonctions dans le domaine de la prévention des dépendances. Elle est notamment directrice de la Fédération genevoise pour la prévention de l'alcoolisme et du cannabis de 1985 à 2018, puis co-directrice de l'association faitière Carrefour addictionS, membre de la Commission fédérale pour les problèmes liés à l'alcool et membre fondatrice de l'Opération Nez Rouge Genève.
Elle est par ailleurs présidente du Réseau Romand-ASA (Handicap mental), vice-présidente de l'association Helvetia Latina et membre de la Commission cantonale d'aide au sport de Genève du 1er juin 2014 à 2018.
Militante puis présidente du Mouvement Anti-Apartheid de Suisse (aujourd’hui dissous) de 1984 à 1989, elle milite ensuite au sein de la Coordination de soutien au peuple kurde de 1996 à 2000.